# Szablon (programowanie)
Szablon (ang. template) to jedno z podejść do programowania uogólnionego stosowane w językach C++ oraz D. Podobnym rozwiązaniem są typy generyczne (lub uogólnione) stosowane w językach takich jak Java, C#, Eiffel, VB .NET, Haskell.
Szablony umożliwiają m.in. tworzenie kodu bez uwzględniania typów. Szablony mogą zapobiegać redundancji kodu.
Zarówno w C++ jak i w D szablony mogą być wykorzystywane do metaprogramowania.
W celu użycia szablonu należy stworzyć jego instancję.
Tworzenie instancji szablonu określamy mianem konkretyzacji.
Zarówno składnia, jak i ich cechy zależą od danego języka:
- Szablon (C++)
- Szablon (D)